# Indonesia-AirAsia-Flug 8501

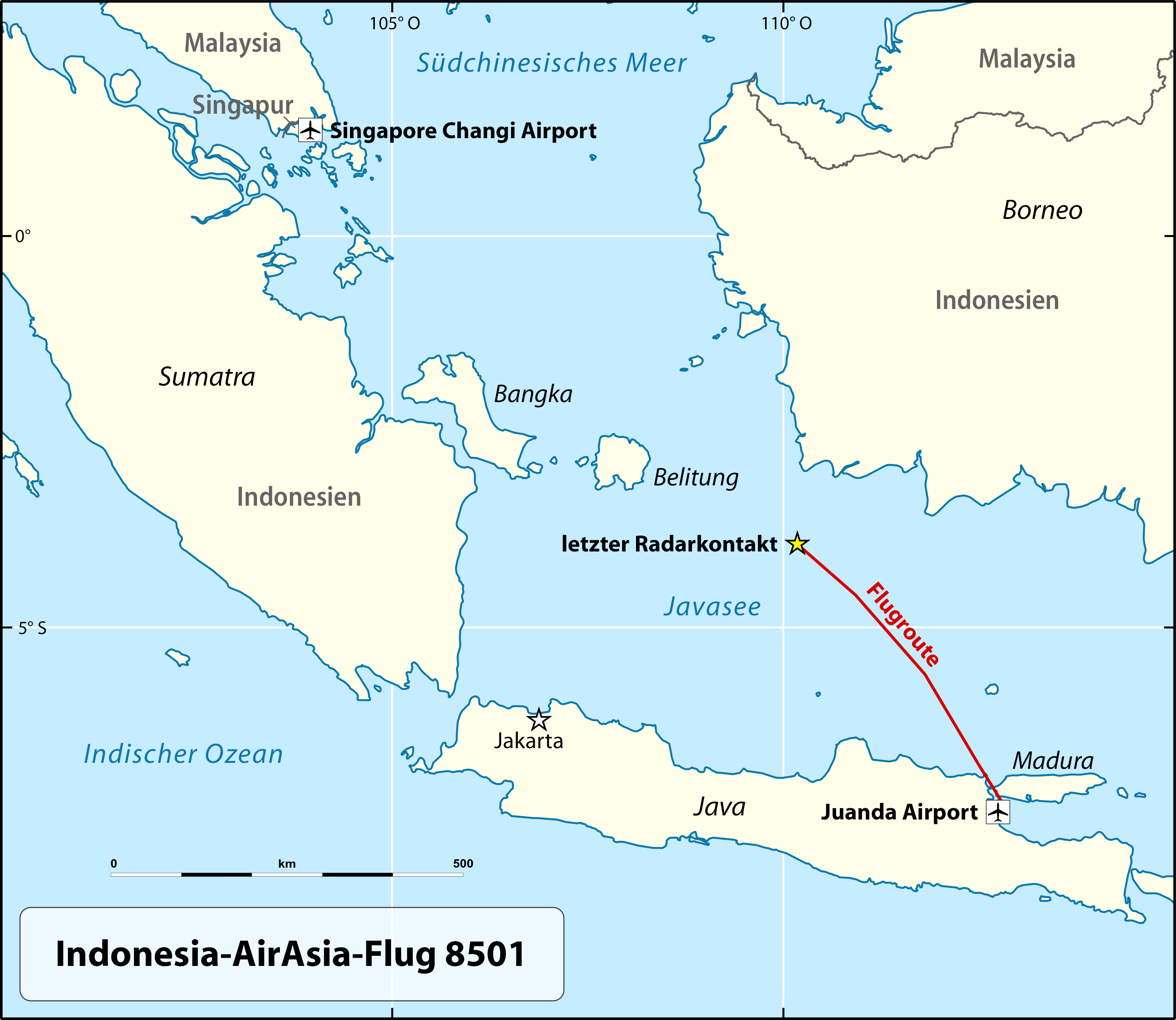
Karte der Flugroute

Indonesia-AirAsia-Flug 8501 (Flugnummer QZ8501) war ein Linienflug der Fluggesellschaft Indonesia AirAsia vom Flughafen Juanda in Surabaya auf der indonesischen Hauptinsel Java zum Flughafen Singapur. Am 28. Dezember 2014 stürzte ein Airbus A320 auf dieser Route in der Karimata-Straße ins Meer, wobei alle 162 Insassen ums Leben kamen.

## Flugzeug
Der Airbus A320-216 mit der Seriennummer 3648 hatte am 25. September 2008 seinen Erstflug. Das mit zwei Triebwerken vom Typ CFM56-5B6/3 ausgestattete Flugzeug wurde am 16. Oktober 2008 an die Fluggesellschaft ausgeliefert und erhielt das Luftfahrzeugkennzeichen PK-AXC. Das Flugzeug hatte zum Zeitpunkt des Verschwindens 23.000 Flugstunden sowie 13.600 Starts und Landungen absolviert. Laut AirAsia wurde das Flugzeug zuletzt am 16. November 2014 planmäßig gewartet.

## Besatzung und Passagiere
| Nationalität                                      | Anzahl |
| ------------------------------------------------- | ------ |
| Indonesien 1                                      | 155    |
| Südkorea                                          | 3      |
| Frankreich 2                                      | 1      |
| Malaysia                                          | 1      |
| Singapur                                          | 1      |
| Vereinigtes Königreich                            | 1      |
| Gesamt (6)                                        | 162    |
| 1 einschließlich 6 Besatzungsmitglieder 2 Copilot |        |

### Besatzung
Die Besatzung bestand aus sieben Mitgliedern, die Piloten galten als erfahren. Der indonesische Kapitän hatte nach Angaben der Airline 20.537 Flugstunden absolviert, davon über 6.000 auf dem Flugmuster A320 bei Indonesia AirAsia. Der französische Copilot hatte 2.275 Flugstunden bei Indonesia AirAsia absolviert.

### Passagiere
An Bord des Fluges am 28. Dezember 2014 befanden sich 155 Passagiere, vorwiegend aus Indonesien und anderen asiatischen Ländern.

## Flugverlauf
Aus formellen Gründen hätte die Maschine am Sonntag nicht starten dürfen, weil die Lizenz der Airline für diese Strecke nur an vier anderen Wochentagen gültig war. Am Freitag nach dem Unfall sprach das Ministerium der Fluggesellschaft ein generelles Flugverbot für die Unfallstrecke aus.
Das Flugzeug hob um 05:35 Uhr WIB (22:35 Uhr UTC) vom Surabaya-Juanda Airport ab und flog in einer Linkskurve mit Kurs auf 329° über die Javasee. Um 05:54 Uhr WIB (22:54 Uhr UTC) erreichte das Flugzeug die geplante Flughöhe von 32.000 Fuß und änderte den Kurs auf 319°. Zehn Minuten später änderte das Flugzeug seinen Kurs auf 310°, bevor die Cockpitbesatzung um 06:12 Uhr WIB (23:12 Uhr UTC) ankündigte, wegen schlechten Wetters nach links vom Kurs abzuweichen, und bat, auf 38.000 Fuß steigen zu dürfen.
Sechs Minuten später, um 06:18 Uhr WIB (23:18 Uhr UTC), bestand der letzte Radarkontakt mit der Maschine. Dabei befand sich die Maschine über dem Meer (über der Javasee bzw. der Karimata-Straße, die die Javasee mit dem Südchinesischen Meer verbindet) 103 Kilometer westlich der Südwestspitze Tandjung Sambar der Insel Borneo und 129 Kilometer östlich der Insel Belitung bzw. 102 Kilometer östlich der vorgelagerten Schaarvogel-Inseln (dort Pulau Lung).

## Suche und Fund
Für die Suche wurden sechs Schiffe und zwei Helikopter eingesetzt.
Am 30. Dezember 2014 wurden in der Karimata-Straße des Kumai Gulfs, unweit der Pangkalan Bun mehrere Trümmer, Koffer, eine Notrutsche und zahlreiche leblose Körper entdeckt. Kurz darauf bestätigte die indonesische Regierung, dass es sich dabei um verunglückte Passagiere und Teile des vermissten A320 handelt. Am 31. Dezember veröffentlichte das Wall Street Journal eine Meldung von BASARNAS, der für den Such- und Rettungsdienst in Indonesien zuständigen staatlichen Behörde, wonach ein Sonarbild, das von einem Schiff der indonesischen Marine am 30. Dezember 2014 aufgenommen wurde, darauf hindeuten könnte, dass das Flugzeug mit der Fahrwerk-Seite nach oben auf dem Meeresgrund in circa 24–30 m Wassertiefe liege, ungefähr 3,2–3,5 km von der Stelle entfernt, wo zuvor erste Trümmer des vermissten A320 gefunden worden waren.
Trotz der geringen Tiefe des Meeres am Fundort gestaltete sich die Bergung der Flugschreiber äußerst schwierig, weil die See an der Absturzstelle sehr trüb und die Sicht gleich null ist. Am 12. Januar 2015 gelang es Tauchern der indonesischen Marine den Flugschreiber von AirAsia-Flug QZ8501 zu bergen. Dieser soll zur Auswertung in die indonesische Hauptstadt Jakarta gebracht worden sein. Der Stimmenrekorder wurde offiziellen Berichten zufolge am 13. Januar geborgen.
Am 14. Januar 2015 gegen Mittag MEZ fand die indonesische Marine den restlichen Rumpf des Airbus A320 mit den Tragflächen, womit die Ermittler eine misslungene Notwasserung nicht ausschließen können. Der Rumpf und die Tragflächen waren schwer beschädigt. 69 Leichen wurden bereits aus dem Wasser geborgen, die Mehrzahl der Opfer wird allerdings noch in dem Rumpf des Flugzeugs vermutet.

### Bergung
Am 25. Januar 2015 wurde gemeldet, dass die Bergung des Rumpfes wegen gerissener Riemen erneut gescheitert war. Im Verlauf eines weiteren Bergungsversuchs zerbrach der Rumpf, woraufhin die indonesischen Behörden die Bergung am 27. Januar 2015 abbrachen und für beendet erklärten.
Am 18. März 2015 wurde gemeldet, dass die Suche nach den Insassen eingestellt wurde, 56 Personen gelten weiterhin als vermisst.

## Versicherung
Hauptversicherer für Luftkasko und Schadenersatz bei AirAsia und damit auch für den Flug 8501 ist die Allianz Global Corporate & Speciality UK (AGCS).

## Ermittlung der Absturzursache
Am 20. Januar 2015 wurde gemeldet, dass das Flugzeug kurz vor seinem Absturz in einen ungewöhnlich steilen Steigflug gegangen sei (1800 Meter pro Minute).
Die indonesische Wetterbehörde nannte als mögliche Absturzursache die schlechten Wetterbedingungen; die Untersuchungsermittler vermuten (Stand März 2015) einen Pilotenfehler oder einen technischen Defekt.
Im Dezember 2015 wurde von der indonesischen Behörde für Transportsicherheit ein Bericht veröffentlicht, der einen Ausfall eines Computersystems zur Steuerung der Ruder und die anschließenden Maßnahmen der Crew dafür verantwortlich macht, dass die Maschine nicht mehr kontrolliert werden konnte und somit abstürzte.
Am 25. Dezember 2014, drei Tage vor dem Unfall, hatte der beim Unfallflug eingesetzte Kapitän beim selben, damals auf dem Boden stehenden Flugzeug viermal versucht, die Flight Augmentation Computer (FACs) zurückzusetzen. Die Fehlermeldung blieb dabei bestehen. Ein hinzugezogener Techniker versuchte zunächst ebenfalls, den FAC zurückzusetzen. Als ihm dies nicht gelang, schaltete er zuerst den FAC aus, zog dann die Sicherung für den Steuerungscomputer und machte ihn damit stromlos. Diese Prozedur durfte aber so nur auf dem Boden erfolgen. Nach dem Wiedereinschalten trat die Fehlermeldung nicht mehr auf. 
Nach den Wartungsunterlagen war dieser Fehler vom Januar 2014 bis zum 27. Dezember 2014 23-mal aufgetreten.
Der Abschlussbericht erwähnt auch, dass dieser Techniker des Flughafens Surabaya in Indonesien an diesem 25. Dezember 2014 den FAC 2 austauschte und diesen durch ein Gerät aus einem Flugzeug ersetzte, das sich in Wartung befand. Dabei sagte er den Piloten, dass sie bei Problemen den TAC resetten könnten. Nach einem Hin- und Rückflug kehrten die beiden Piloten wieder aus Kuala Lumpur nach Surabaya zurück, wo das FAC 2 am 26. Dezember erneut ausgetauscht wurde, diesmal durch ein Ersatzgerät, das aus Jakarta geliefert worden war.
Am 28. Dezember trat der Fehler wieder auf, diesmal während des Flugs. Nachdem der Kommandant dreimal erfolglos gemäß vorgeschriebener Fehlerbehebung vorgegangen war, schaltete er während des Fluges beide FACs aus und zog die Sicherung, um sie neu zu starten. Der Bericht erwähnt, dass die Besatzung möglicherweise die Konsequenzen dieses Vorgehens besprochen haben könnte, die Aufzeichnung des Cockpit Voice Recorders waren jedoch zu diesem Zeitpunkt unverständlich. Der Bericht erwähnt, dass die in Frage kommenden 54 Sekunden wohl nicht ausreichen würden, um alle erforderlichen Abklärungen zu treffen („Assuming that during these 54 seconds both pilots discussed the plan and consequences of resetting the FAC CB, the time available would not have been sufficient.“).
Nun wechselte die Flugsteuerung in den Modus Alternate Law, der Autopilot und die automatische Schubregelung schalteten sich aus, das Flugzeug ging in einen Steigflug über. Die Maschine rollte mit 6° pro Sekunde nach links. Der Co-Pilot benötigte neun Sekunden, um zu reagieren; in diesem Moment hatte die Maschine bereits einen Rollwinkel von 54° nach links erreicht. Zusätzlich aktivierte der Kapitän nach dem Wiedereinschalten der Sicherung nicht die Einschaltknöpfe für FAC 1 und FAC 2 am Overhead panel, worauf die Flugsteuerung weiterhin in Alternate Law verblieb und das Seitenruder um 2° nach links ausgeschlagen blieb.
Da weiterhin der Autopilot und die automatische Schubregelung nicht mehr aktiv waren, hätten die Piloten Steuerung und Schubregelung von Hand durchführen müssen. Dazu waren sie offenbar nicht in der Lage. Missverständliche Anweisungen des Kapitäns verschlimmerten die Situation zusätzlich. So gab er die doppeldeutige Anweisung „Level … level“, was sich sowohl auf die Längs- als auch die Querneigung beziehen kann. Auch gab er mehrfach die – in sich widersprüchliche – Anweisung „pull down“ („ziehe nach unten“). Der Kapitän meinte mit „down“ das Nachvornedrücken des Sidesticks zum Sinkflug, der Copilot hingegen interpretierte die Anweisung als „pull up“, also als das Nachhintenziehen des Sidesticks zwecks Einleiten eines Steigflugs. Im Folgenden überzog der Co-Pilot ohne Eingreifen des Kapitäns die Maschine, bis es volle drei Minuten später zum Aufschlag kam.
Warum der Kapitän nicht die Kontrolle übernahm und nicht wieder die FACs aktivierte, konnte nicht geklärt werden.

## Darstellung in Medien
In der kanadischen Fernsehserie Mayday – Alarm im Cockpit wurde der Unfall in der neunten Folge der 16. Staffel als Deadly Solution (deutscher Titel: Verschollen in Indonesien) nachgestellt.